# Damias pseudaffinis
Damias pseudaffinis är en fjärilsart som beskrevs av Rothschild 1936. Damias pseudaffinis ingår i släktet Damias och familjen björnspinnare. Inga underarter finns listade i Catalogue of Life.